# Diachrysia parva
Diachrysia parva är en fjärilsart som beskrevs av Schnaider 1950. Diachrysia parva ingår i släktet Diachrysia och familjen nattflyn. Inga underarter finns listade i Catalogue of Life.